# Вацлав Мотл
Вацлав Мотл (чеш. Václav Mottl; Праг, 19. мај 1914 — Праг, 16. јун 1982) био је чехословачки кануиста који се такмичио у другој половини 30-их година прошлог века.
Освојио је златну медаљу и постао први олимпијски победник на Летњим олимпијским играма 1936. у Берлину у дисциплини кану двоклек Ц-2 на 10.000 м, када су кајак и кану први пут били у званичном програму олимпијских игара. Освојио је и бронзану медаљу на 1. Светском првенству 1938. у Ваксхолму. Оба пута је веслао у пару са Здењеком Шкрландом.
Убрзо после тога због избијања Другог светског рата, био је приморан да оконча своју каријеру професионалног спортисте.